# Erebostrota
Erebostrota là một chi bướm đêm thuộc họ Erebidae.